# Max Spring
Pour les articles homonymes, voir Spring.
Ne doit pas être confondu avec son frère Tom Spring.

a Compétitions nationales et continentales officielles uniquement.

b Matchs officiels uniquement.
Dernière mise à jour le 1er mai 2025.
Max Spring, né le 15 mars 2001 à Saint-Palais dans le département des Pyrénées-Atlantiques, est un joueur international français de rugby à XV. Il évolue au poste d'arrière au Racing 92.

## Biographie

### Jeunesse et formation
Né d'une mère basque et d'un père Sean maori néo-zélandais — un centre originaire de Wellington venu jouer au rugby à l'US Garazi de Saint-Jean-Pied-de-Port dans les années 90 en exerçant la profession d’interprète — Max Spring a ainsi grandi dans la capitale de Basse-Navarre,.
C'est alors logiquement que Max, l’aîné de la fratrie Spring, commence le rugby à Nafarroa, le club navarrais héritier de celui où a joué son père, et où ce dernier est désormais éducateur. En parallèle, il pratique aussi assidûment la pelote basque avec le Zaharrer Segi de Saint-Étienne-de-Baïgorry,,.
À l'âge de 15 ans, il rejoint l'Aviron bayonnais, club dont sa famille est supportrice, intégrant par la même occasion le pôle espoirs de Bayonne,,.

### Débuts professionnels au Racing 92 (depuis 2020)
Au printemps 2019, Max Spring rejoint le club du Racing 92 en banlieue parisienne,. Il débute sous le maillot des altoséquanais dès sa première saison au club, à l'occasion du Supersevens 2020, remporté par le Racing dans son stade, Spring marquant un essai et effectuant une passe décisive lors de la finale contre la Section paloise,.
La saison suivante, alors qu'il s'est déjà illustré en match de préparation, il fait ses débuts le 10 octobre 2020, titularisé à l'arrière contre le Stade toulousain, alors que le Racing se prépare à disputer la finale de la coupe d'Europe,. Malgré la défaite à domicile des franciliens, Spring s'illustre déjà avec une prestation remarquée, notamment pour ses relances et crochets.
Spring est alors considéré comme un des grands espoirs français au poste d'arrière,,.

### Carrière en sélection
Spring est sélectionné avec les moins de 16 ans français en 2017,, puis les moins de 18 ans en 2019,, jouant deux matchs et marquant un essai contre le pays de Galles de Rees-Zammit,. Plus tard la même année, il joue également avec l'équipe de France de rugby à sept des moins de 18 ans, terminant à la troisième place du championnat d'Europe,.
Au début de l'année 2020, Spring connait également plusieurs sélections avec l'équipe développement des moins de 20 ans, après un stage fin 2019, il est titularisé une fois à l'aile et deux fois à l'arrière lors de rencontre face à l'Italie et la Géorgie,,. La même année il est encore convoqué pour des stages à Marcoussis, puis intègre la liste Pôle France pour la saison 2020-2021.
Fin 2020, Spring est cette fois convoqué directement avec l'équipe des moins de 20 ans pour préparer le Tournoi des Six Nations,, sans que le bon déroulement de la compétition soit encore assuré dans le contexte de pandémie du moment.
Le 19 juin 2022, il joue sa première rencontre internationale avec les Barbarians face à l'Angleterre (victoire 52-21), inscrivant notamment un essai en fin de match. Le lendemain, il est convoqué par Fabien Galthié et Raphaël Ibanez dans un groupe composé de 42 joueurs pour participer à une double confrontation face au Japon en juillet 2022. Il est titularisé pour le second match de la tournée d'été des Bleus. À seulement 21 ans, il connaît alors sa première sélection internationale,.

## Style de jeu
Capable de jouer à tous les postes des lignes arrières du 9 au 15, il joue au poste de demi d'ouverture avec les espoirs bayonnais, avant de s'imposer à l'arrière au Racing, poste auquel il fait notamment ses débuts en Top 14. Buteur, habile autant à la main qu'au pied, il garde à l'aube de sa carrière une forte polyvalence,. Au rugby à sept, c'est en revanche le poste de demi de mêlée qu'il semble occuper principalement,,.
Cité parmi les jeunes arrières les plus prometteurs du rugby français, il est remarqué pour sa qualité d'appuis, d'élimination et son sens de l'anticipation.

## Statistiques

### En club
Au 6 octobre 2022, Max Spring compte 16 matchs avec le Racing 92 toutes compétitions confondues. Il a marqué quatre essais, soit vingt points.
| Saison    | Saison    | Championnat | Championnat | Championnat | Championnat | Coupe d'Europe | Coupe d'Europe | Coupe d'Europe | Coupe d'Europe | Par année | Par année |
| Saison    | Saison    | Compétition | M           | Pts         | Ess.        | Compétition    | M              | Pts            | Ess.           | M         | Ess.      |
| --------- | --------- | ----------- | ----------- | ----------- | ----------- | -------------- | -------------- | -------------- | -------------- | --------- | --------- |
| 2020-2021 | Racing 92 | Top 14      | 2           | -           | -           | Coupe d'Europe | -              | -              | -              | 2         | -         |
| 2021-2022 | Racing 92 | Top 14      | 10          | 10          | 2           | Coupe d'Europe | 2              | 5              | 1              | 12        | 3         |
| 2022-2023 | Racing 92 | Top 14      | 25          | 25          | 5           | Champions Cup  | 3+1            | 0+2            | -              | 29        | 5         |
| 2023-2024 | Racing 92 | Top 14      | 21          | 10          | 2           | Champions Cup  | 3              | -              | -              | 24        | 2         |
| 2024-2025 | Racing 92 | Top 14      | 19          | 5           | 1           | Champions Cup  | 4+1            | 15             | 3              | 24        | 4         |
| Total     | Total     | Top 14      | 57          | 50          | 10          | Coupe d'Europe | 14             | 22             | 4              | 91        | 14        |

### Internationales

#### XV de France
Au 25 juillet 2022, Max Spring compte une sélection. Il connait sa première sélection avec l'équipe de France le 9 juillet 2022 à l'occasion d'un match contre le Japon dans le cadre d'un test international.
| Année | Compétition | Matchs | Points | Essais |
| ----- | ----------- | ------ | ------ | ------ |
| 2022  | Test matchs | 1      | 0      | 0      |
| Total | Total       | 1      | 0      | 0      |

| Adversaire | Matchs joués | Victoires | Défaites | Nuls | Essais | Points | % de victoire |
| ---------- | ------------ | --------- | -------- | ---- | ------ | ------ | ------------- |
| Japon      | 1            | 1         | 0        | 0    | 0      | 0      | 100           |
| Total      | 1            | 1         | 0        | 0    | 0      | 0      | 100           |